# 波灵 (因河畔米尔多夫县)
波灵（德語：Polling，發音：[ˈpɔlɪŋ]）是德国巴伐利亚州上巴伐利亚行政区因河畔米尔多夫县的市镇，面积43.85平方千米，2023年12月31日人口为3,368人。